# 김상식 (농구인)
김상식(金商埴, 1968년 3월 14일 ~ )은 대한민국의 전 농구 선수이다.

## 학력
- 윤중초등학교
- 배재중학교
- 양정고등학교
- 고려대학교

## 경력
- 1991년 - 1997년 기업은행-광주 나산 플라밍스 선수
- 1998년 - 2003년 안양 SBS 스타즈 선수
- 2008년 - 2009년 대구 오리온스 감독
- 2012년 - 2014년 서울 삼성 썬더스 수석코치
- 2015년 - 2018년 대한민국 농구 국가대표 코치
- 2018년 - 2021년 대한민국 농구 국가대표 감독
- 2022년 - 2025년 안양 KGC인삼공사 감독

## 선수 시절
서울특별시에서 태어났으며 양정고등학교를 졸업하고 고려대학교에 진학했다. 당시 고려대학교 동기로는 서동철과 김지홍이 있었고 정인교와 호흡을 맞추었다. 졸업 이후 은사였던 김동광 감독의 추천을 받고 실업팀인 기업은행에서 1991년에 입단해서 프로농구가 출범하면서 기업은행이 KBL에 불참을 선언하자 1997년 광주 나산 플라망스로 옮겨 1998년까지 활약하였다. 당시 포인트 가드 겸 슈팅 가드를 보았으며 이동미사일이라는 별명이 붙은 명 슈터였다. 1998년 광주 나산 플라망스가 IMF로 구단운영에 어려움을 겪으면서 현금 트레이드로 안양 SBS 스타즈로 이적하였으며 당시 동갑인 이상범과 함께 활약하게 된다. 2004년 은사였던 김동광 감독이 재부임하면서 당시 양희승과 김성철과 함께 돌풍을 일으킨 이후 2005년 은퇴를 하게 된다. 

## 지도자 시절
2005년 은퇴 이후 몸담았던 친정인 안양 SBS 스타즈와 인수된 안양 KT&G 카이츠에서 2006년까지 코치로 활동하였다. 그 해 11월 김동광 감독이 사퇴하면서 2007년 1월까지 안양 KT&G 카이츠의 감독 대행을 맡았으게 되었다. 하지만, LG 코치였던 유도훈 감독이 부임한 이후 사퇴하게 된다. 1년뒤 김진 감독이 떠나게 된 대구 오리온스에서 이충희 감독의 부름을 맡고 수석코치로 옮겨 활동하였다. 그 해 12월 이충희 감독의 성적부진으로 사퇴한 이후 2008년 6월까지 팀의 감독 대행이 되었으며, 이후 내부승진으로 오리온스의 5대 정식 감독으로 부임하게 된다. 그러나, 성적부진으로 인해 2009년 3월 사퇴하였다. 성적부진으로 사퇴 이후 자신의 모교 대선배였던 김진 감독 이후 한국농구인으로 두번째로 미국 NBA 명문구단인 LA 레이커스의 연수를 받게 된다.
2012년 자신의 대선배이자 멘토인 김동광 감독이 몸담았던 서울 삼성 썬더스의 5대 감독으로 재복귀하게 되면서 다시 수석코치를 맡게 된다. 2012-2013 시즌 6강 플레이오프로 지도력을 회복하는 듯 하나 2013-2014 시즌 성적부진으로 인해 김동광 감독이 사퇴하면서 또 감독대행을 맡은 뒤 그 해 시즌 종료 이후 삼성에서 떠나게 된다.
이후 대한민국농구대표팀 코치와 감독을 역임하면서 코치 시절 허재 감독을 보좌했고 감독 시절 조상현 코치를 두면서 다시 감독으로 활약하게 된다.
2019년 대표팀 감독으로 FIBA 농구 월드컵에서 본선 첫 승을 따내게 된다.
하지만, 2021년 대표팀 선발문제로 자신사퇴를 하게 된다. 후임으로 코치였던 조상현 감독이 맡게 된다.
2022년 친정인 안양 KGC 인삼공사의 10대 감독으로 15년만에 김승기 감독의 후임으로 복귀하게 된다.  
부임 첫해 전임 김승기 감독의 유산 속에 선수와 코치 시절 해내지 못했던 우승의 한을 풀게 된다. 2022-2023 시즌 구단의 6년만에 KBL 통합우승 감독이 되면서 명장반열에 오르게 된다.  